# Берлінський марафон

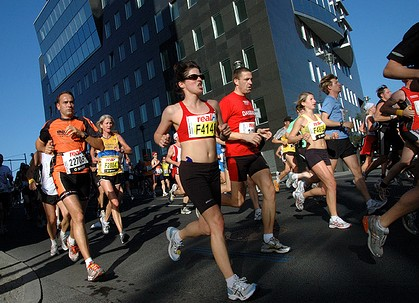
2007 рік

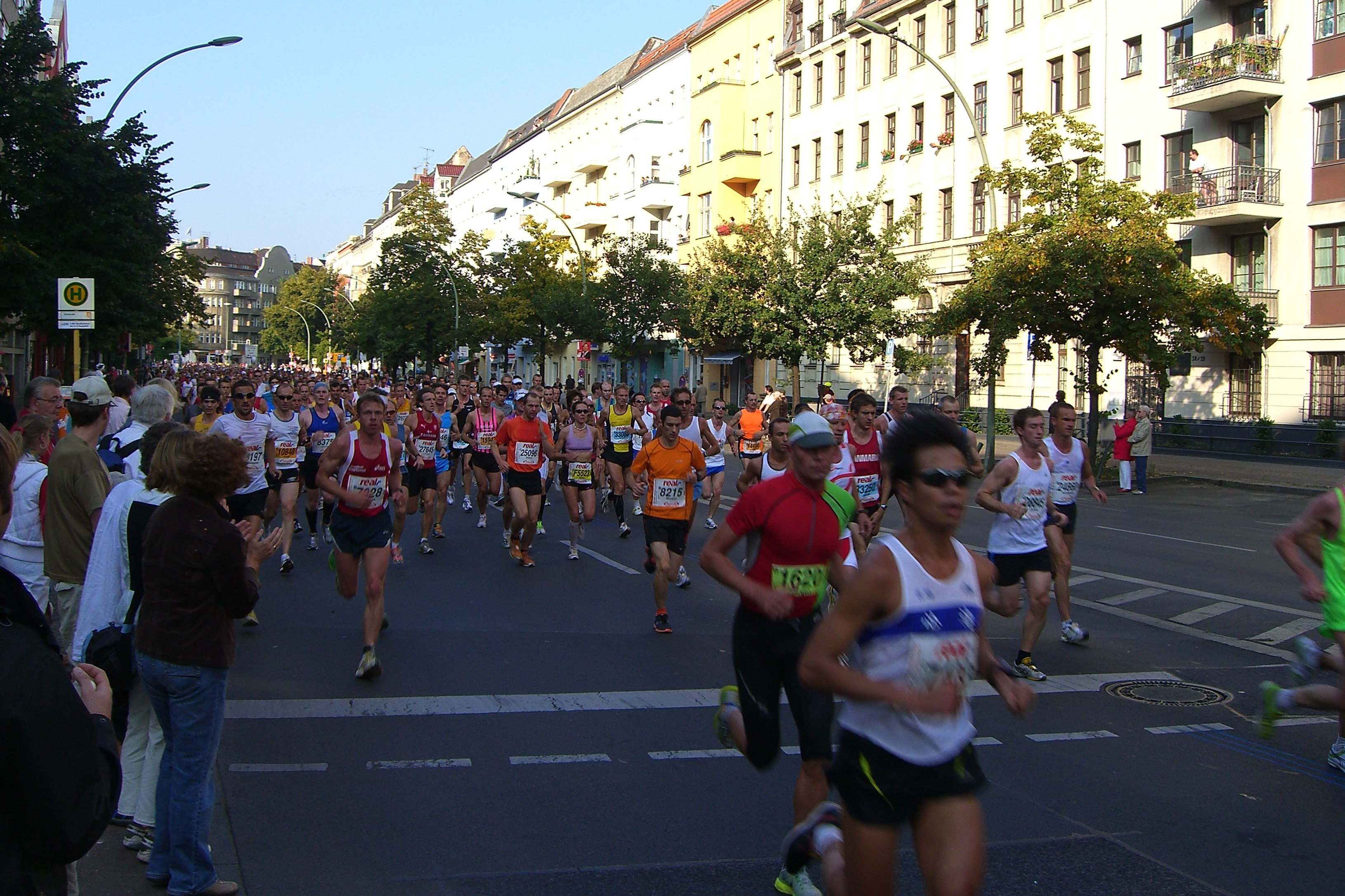
Берлінський марафон 20 вересня 2009

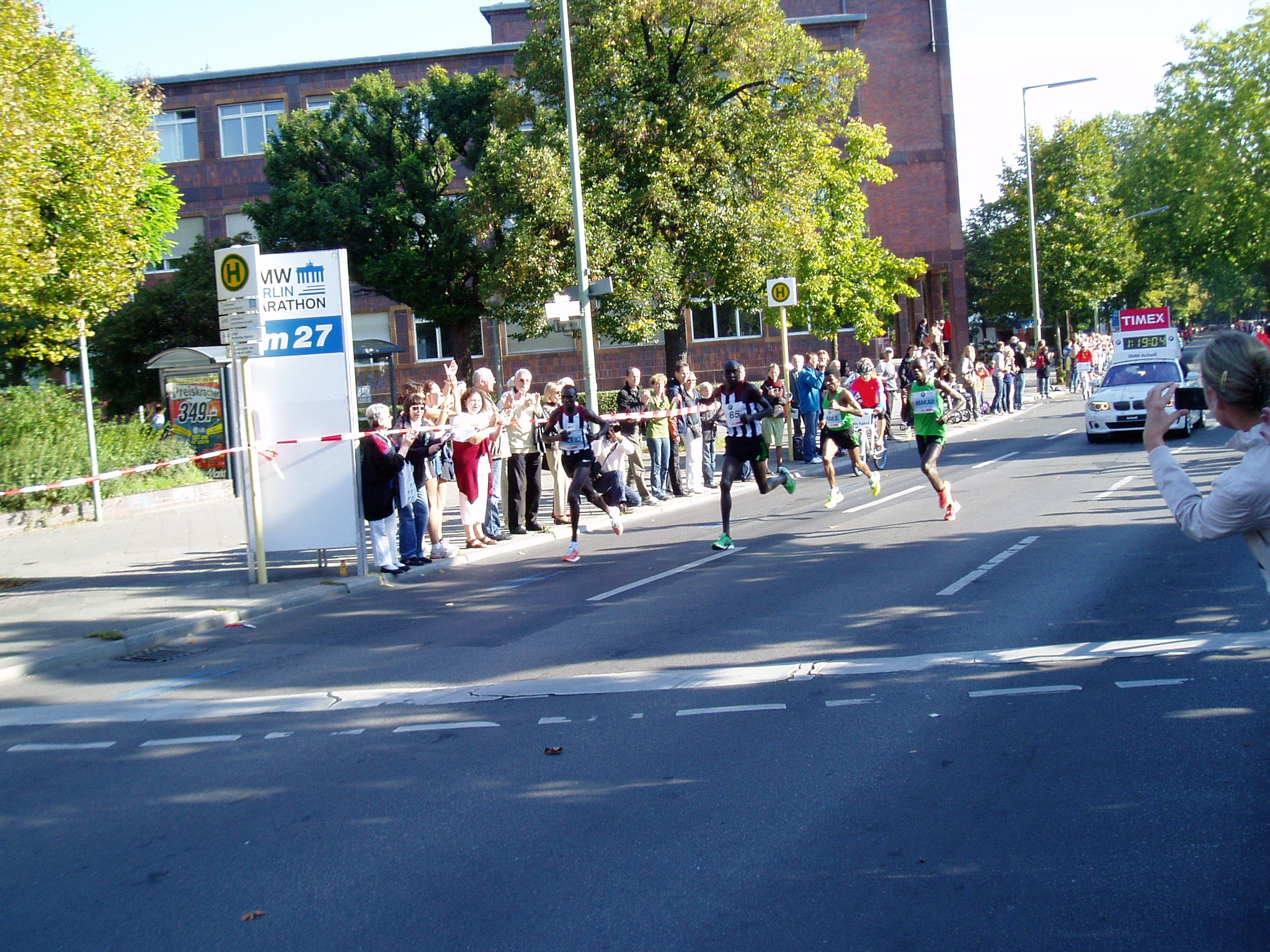
Берлінський марафон 25 вересня 2011, бігуни Місуокі та Гебрселассі на 27-ому кілометрі траси

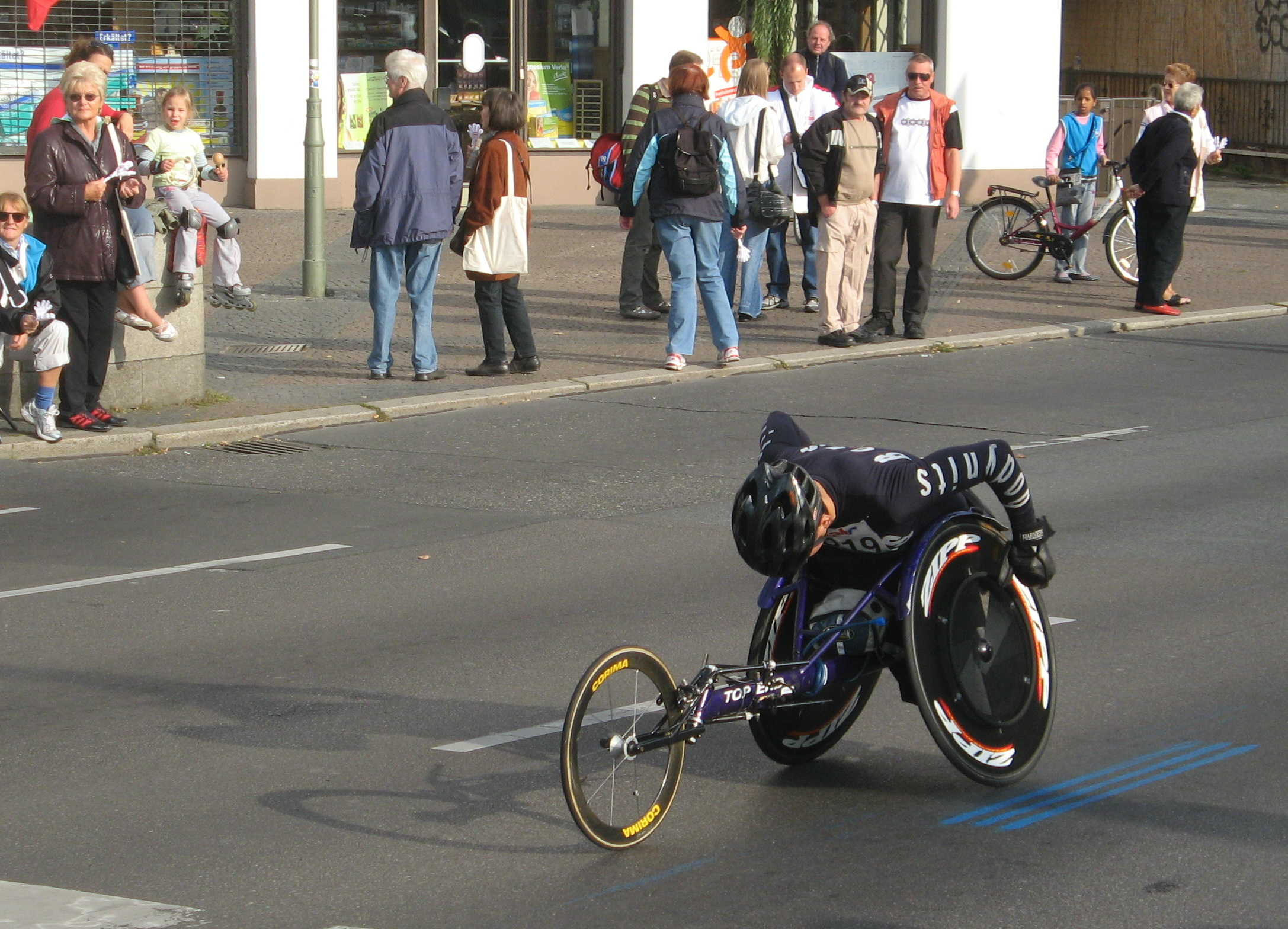
Змагання інвалідів на візках

Берлінський марафон (нім. Berlin-Marathon, повна офіційна назва BMW Berlin-Marathon) — один з найпрестижніших марафонських забігів у світі, який входить у шістку World Marathon Majors.  Марафон традиційно проводиться в Берліні (Німеччина) в останні суботу та неділю  вересня. Організаторами є спортивний клуб SCC EVENTS GmbH. 
У суботу проводиться марафон (42,195 км) на роликових ковзанах який є закриттям сезону етапа кубку світу WIC і дитячі ролерські забіги на 500, 1000 та 2000 метрів. 
Головна дисципліна (марафонська дистанція для бігу, спортивної ходьби та їзди на інвалідних візках) проходить в неділю.
Поряд з  Лондонським,  Нью-Йоркським та  Чиказьким марафонами, Берлінський марафон є одним з наймасовіших у світі (60 000 заявок, з них близько 40 000 бігунів), а за середнім часом перших 10-ти бігунів найшвидшим марафоном світу. У 2008 році на фініші Берлінського марафону  ефіопським бігуном Хайле Гебреселассіє був встановлений  світовий рекорд чоловіків: 2:03:59 години.  В 2011 році світовий рекорд — 2:03:38 встановив кенійський бігун Патрік Макау. В 2013 році його земляк Вільсон Кіпсанг поліпшив рекордний результат — 2:03:23.

## Історія
Днем народження берлінського марафону вважається 8 листопада 1964 року, коли в  Західному Берліні вперше пройшов " крос на  Чортовій горі ", в якому взяли участь більше 700 чоловік. Організаторами стали Горст Мільде та його товариші, натхненні забігом у французькому місті Ле-Ман. У наступні роки спортивний клуб SCC-Cross зайняв важливу позицію у спортивному житті міста.
Через 10 років, в 1974 році, відбувся перший офіційний Берлінський марафон. У 1977 році марафон був об'єднаний зі змаганнями, що проходять в рамках Чемпіонату Німеччини з бігу. Під час забігу спортсменкою ФРН Крістою Валензік був встановлений неофіційний рекорд 2:34:47,5.
Після проведення  французьким сектором окупації першого забігу  25 km de Berlin в травні 1981 року, Горст Мільде вирішив перенести марафон, що раніше проходив в районі лісового масиву Грюневальд, також в межі міста. Після вирішення бюрократичних і політичних проблем, новим  стартом марафону стала галявина перед будівлею  Рейхстагу, дистанція проходила повз КПП Чарлі, а фінішували бігуни на Курфюрстендамм. Того року в марафоні взяли участь 3 486 осіб, крім цього завдяки новій дистанції з асфальтовим покриттям стала можливою участь у забігу спортсменів на  інвалідних візках. Через збільшення числа учасників старт в 1987 році був перенесений на  вулицю 17 червня. У той же рік вперше протягом усієї дистанції були задіяні понад 30 музичних груп.
У 1989 році нововведенням став міні-марафон для дітей: кожна команда з 10 школярів бігла останні 4,2195 км, що в сумі становить офіційну марафонську дистанцію.
30 вересня 1990 року, за три дні до  об'єднання Німеччини, дистанція вперше проходила через Бранденбурзькі ворота. Потік бажаючих брати участь у забігу був такий великий, що організаторам довелося відхилити заявки, оскільки ліміт учасників був перевищений. Тоді ж марафон був вперше показаний в  прямому ефірі на німецькому і японському телебаченні.
З 1994 року вимір часу проводиться за допомогою електронного транспондера ChampionChip. У тому ж році в рамках марафону пройшов чемпіонат світу серед інвалідів на візках, де Гайнц Фрай встановив світовий рекорд 1:22:12. У 1997 році вперше був проведений марафон на роликових ковзанах.
З 2003 році бігуни стартують і фінішують біля  Бранденбурзьких воріт.
У 2004 році Марк Мільде змінив свого батька на посту організатора Берлінського марафону. З цього ж року в рамках марафону проводиться змагання спортсменів, що пересуваються на ручних велосипедах.
У 2006 році була заснована престижна серія World Marathon Majors, що включає в себе п'ятірку «Головних марафонів світу»:  Лондонський,  Нью-Йоркський,  Чиказький,  Бостонський і Берлінський марафони.

## Переможці
| 1974 |                               |            |                        |            |       |
| 1975 |                               |            |                        |            |       |
| 1976 |                               |            |                        |            |       |
| 1977 |                               |            |                        |            |       |
| 1978 |                               |            |                        |            |       |
| 1979 |                               |            |                        |            |       |
| 1980 |                               |            |                        |            |       |
| 1981 |                               |            |                        |            |       |
| 1982 |                               |            |                        |            |       |
| 1983 |                               |            |                        |            |       |
| 1984 |                               |            |                        |            |       |
| 1985 |                               |            |                        |            |       |
| 1986 |                               |            |                        |            |       |
| 1987 |                               |            |                        |            |       |
| 1988 |                               |            |                        |            |       |
| 1989 |                               |            |                        |            |       |
| 1990 |                               |            |                        |            |       |
| 1991 |                               |            |                        |            |       |
| 1992 |                               |            |                        |            |       |
| 1993 |                               |            |                        |            |       |
| 1994 |                               |            |                        |            |       |
| 1995 |                               |            |                        |            |       |
| 1996 |                               |            |                        |            |       |
| 1997 |                               |            |                        |            |       |
| 1998 |                               |            |                        |            |       |
| 1999 |                               |            |                        |            |       |
| 2000 |                               |            |                        |            |       |
| 2001 |                               |            |                        |            |       |
| 2002 |                               |            |                        |            |       |
| 2003 |                               |            |                        |            |       |
| 2004 |                               |            |                        |            |       |
| 2005 |                               |            |                        |            |       |
| 2006 |                               |            |                        |            |       |
| 2007 |                               |            |                        |            |       |
| 2008 |                               |            |                        |            |       |
| 2009 |                               |            |                        |            |       |
| 2010 |                               |            |                        |            |       |
| 2011 |                               |            |                        |            |       |
| 2012 |                               |            |                        |            |       |
| 2013 | Вілсон Кіпсанг Кіпротіч Кенія | 2:03.23 WR | Флоренс Кіплагат Кенія | 2:21.13    |       |
| 2014 |                               |            |                        |            |       |
| 2015 |                               |            |                        |            |       |
| 2016 |                               |            |                        |            |       |
| 2017 |                               |            |                        |            |       |
| 2018 |                               |            |                        |            |       |
| 2019 |                               |            |                        |            |       |
| 2020 |                               |            |                        |            |       |
| 2021 |                               |            |                        |            |       |
| 2022 |                               |            |                        |            |       |
| 2023 | Еліуд Кіпчоґе Кенія           | 2:02.42    | Тігст Ассефа Ефіопія   | 2:11.53 WR | [ 5 ] |
| 2024 | Мількеса Менгеша Ефіопія      | 2:03.17    | Тігст Кетема Ефіопія   | 2:16.42    | [ 6 ] |